# Synodontis gobroni
Synodontis gobroni är en fiskart som beskrevs av Daget, 1954. Synodontis gobroni ingår i släktet Synodontis och familjen Mochokidae. IUCN kategoriserar arten globalt som livskraftig. Inga underarter finns listade i Catalogue of Life.